# Kamerkoor

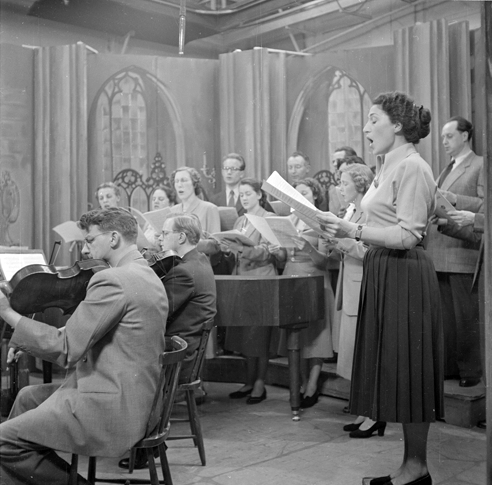
Het Nederlands Kamerkoor, 1952

Een kamerkoor is een koor dat muziek voor kleine bezetting zingt. De ondergrens qua grootte ligt bij ongeveer acht tot tien zangers (koorgroep), de bovengrens tussen de dertig en veertig zangers. Vaak zingt een kamerkoor werken zonder instrumentale begeleiding (a capella). Een kamerkoor kan zowel een gemengd koor, een vrouwenkoor of een mannenkoor zijn.
Het zingen in een kamerkoor vereist meer inzet, nauwkeurigheid, technische muzikaliteit en ervaring dan het zingen in grotere koorformaties. Sommige kleine kamerkoren slagen erin om achtstemmige werken voor dubbelkoor te zingen. Toch zingen vele gevorderde amateurs in kamerkoren. Het repertoire van kamerkoren kan reiken van de polyfonie uit de 15e eeuw tot begin 21e eeuw. Vooral in de 19e en 20e eeuw zijn er veel composities voor kamerkoren geschreven. Met name Franz Schubert, Felix Mendelssohn Bartholdy en Johannes Brahms hebben in de 19e eeuw werken voor deze samenstelling gecomponeerd.

## Enkele bekende professionele kamerkoren
- Cappella Amsterdam
- Collegium Vocale Gent
- Nederlands Kamerkoor
- Vlaams Radio Koor
- Deens Radio Kamerkoor
- Ensemble Vocal Européen (Philippe Herreweghe)
- Eric Ericson Chamber Choir
- Estlands Philharmonisch Kamerkoor
- Laurens Collegium Rotterdam
- Norddeutsches Figuralchor
- Praags Kamerkoor
- RIAS-Kammerchor Berlin
- St. Peterburgs Kamerkoor
- Südwestdeutsches Madrigalchor
- The BBC Singers
- The Cambridge Singers (John Rutter)
- The Corydon Singers
- The Finzi Singers
- The Sixteen
- The Tallis Scholars
- Theatre of Voices